# Astrocrius sobrinus
Astrocrius sobrinus is een slangster uit de familie Gorgonocephalidae.
De wetenschappelijke naam van de soort werd in 1912 gepubliceerd door Matsumoto.